# Alexandria (Kentucky)
Pour les articles homonymes, voir Alexandrie (homonymie).
La ville d’Alexandria est le siège du comté de Campbell, dans le Commonwealth du Kentucky, aux États-Unis. Sa population s’élevait à 8 477 habitants lors du recensement de 2010, estimée à 9 549 habitants en 2018.